# Novi (Kamtxatka)
|  | Per a altres significats, vegeu «Novi». |

Novi (en rus: Новый) és un poble (un possiólok) del krai de Kamtxatka, a Rússia, que el 2020 tenia 1.316 habitants. Pertany al districte de Iélizovo.